# Lista insulelor locuite din Croația

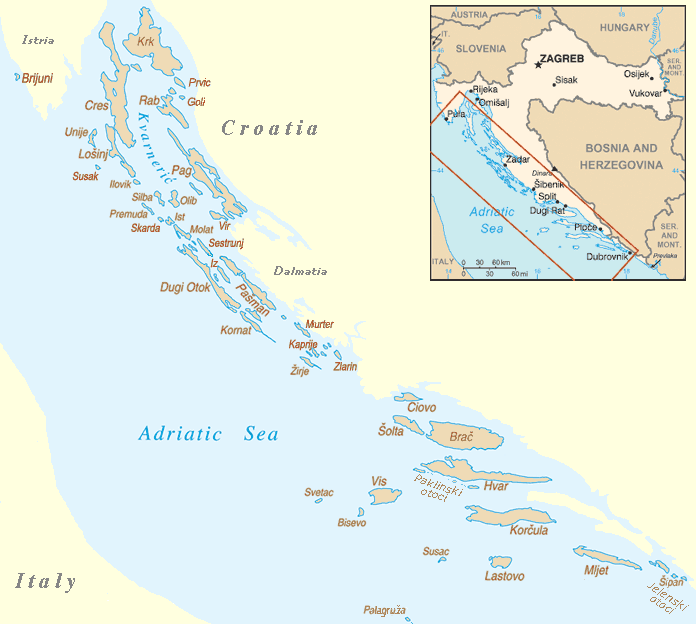
Harta insulelor croate din Marea Adriatică.

Aceasta este o listă a insulelor locuite din Croația, ordonată după numărul de locuitori la data de 31 martie 2001. Partea croată a Adriaticii cuprinde un număr de 698 insule, 389 insulițe și 78 de recifi, ceea ce plasează arhipelagul croat cel mai mare din Marea Adriatică și al doilea ca mărime din Marea Mediterană (arhipelagul grecesc fiind cel mai mare).
 
Dintre cele 698 de insule numa 47 sunt locuite, în sensulcă insula respectivă are cel puțin un rezident. Alte surse indică numărul insulelor locuite din Croația la 66, care este numărul insulelor care au așezări pe ele, dar 19 dintre aceastea și-au pierdut populația permanentă ca urmare a declinului demografic, fenomem petrecut în toate insulele croate, ca urmare a unei activități economice insuficiente.
 Insulele Croației au fost populate încă din timpul Greciei Antice (de exemplu, insula Hvar era deja populată între 3.500 și 2.500 Î.Hr, Dionysius I al Siracuzei fondează o colonie pe insulele Hvar  în secolul al IV-lea Î. Hr). Populația totală a insulelor a avut un maxim în 1921 când număra 173.503 locuitori și a condtinuat în deceniile să cadă în declin, ajungând în 1981 la nivelul perioadei 1850. Fenomenul depopulării s-a inversat de abia în anii '90, recensământul din 2001 a înregistrat o populație de 121.606 locuitori, în creștere față de 110.953 locuitori înregistrat în 1991..

Activitățile economice de pe insule sunt agricultura (în principal viticultura și creșterea măslinilor), pescuitul și turismul. Economia locală este relativ nedezvoltată, în timp ce costurile vieții sunt cu 10% - 30% mai scumpe decăt pe continent , astfel încât guvernul croat asigură suport și protecție sub diverse forme prin Actul Insulelor (în croată: Zakon o otocima) pentru a stimula economia locală, incluzând gratuități la poduri sau bilete de feribot gratuite pentru locuitorii insulelor.

## Insulele

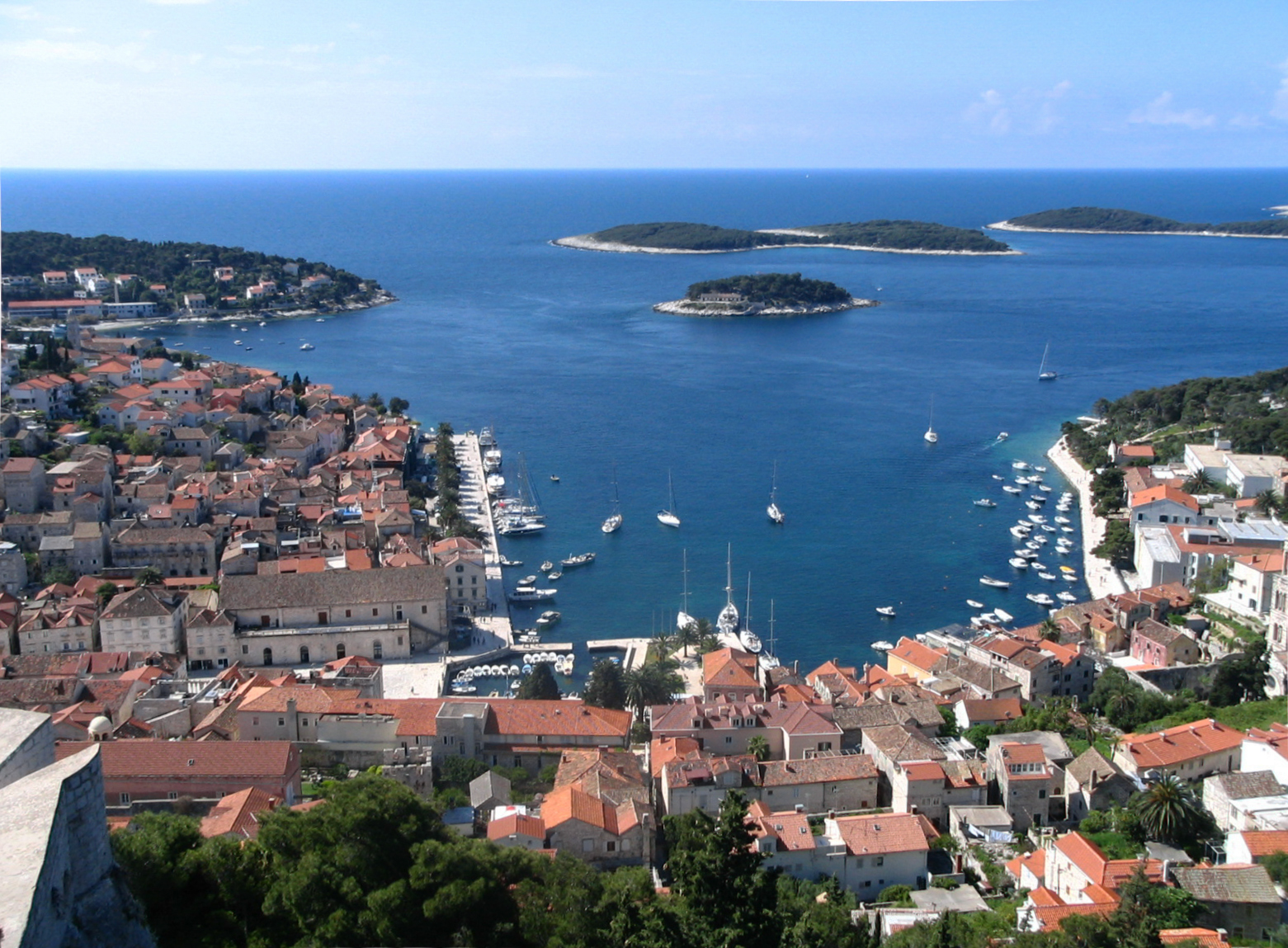
Portul oraşului Hvar de pe insula omonimă

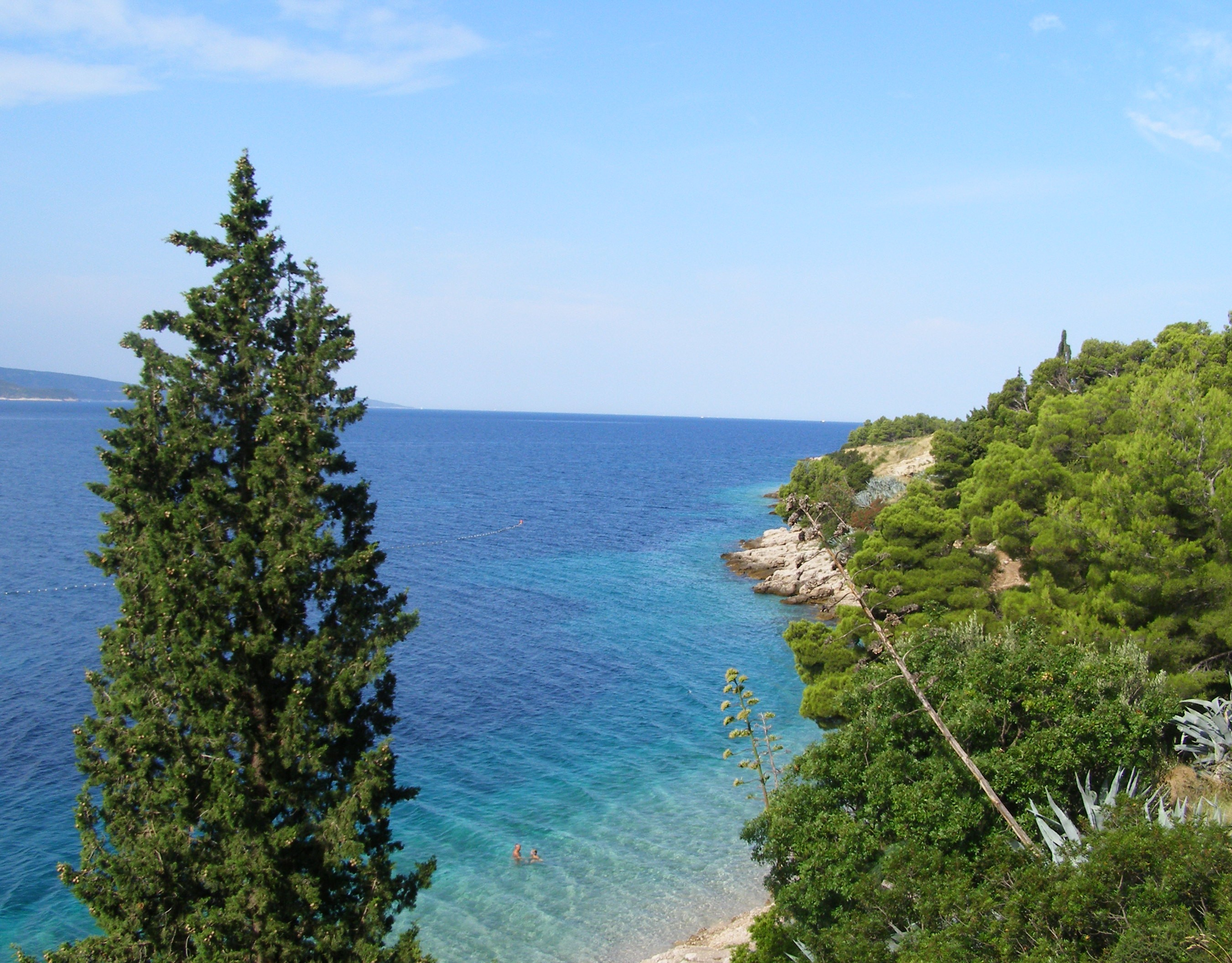
Plajă pe insula Brač.

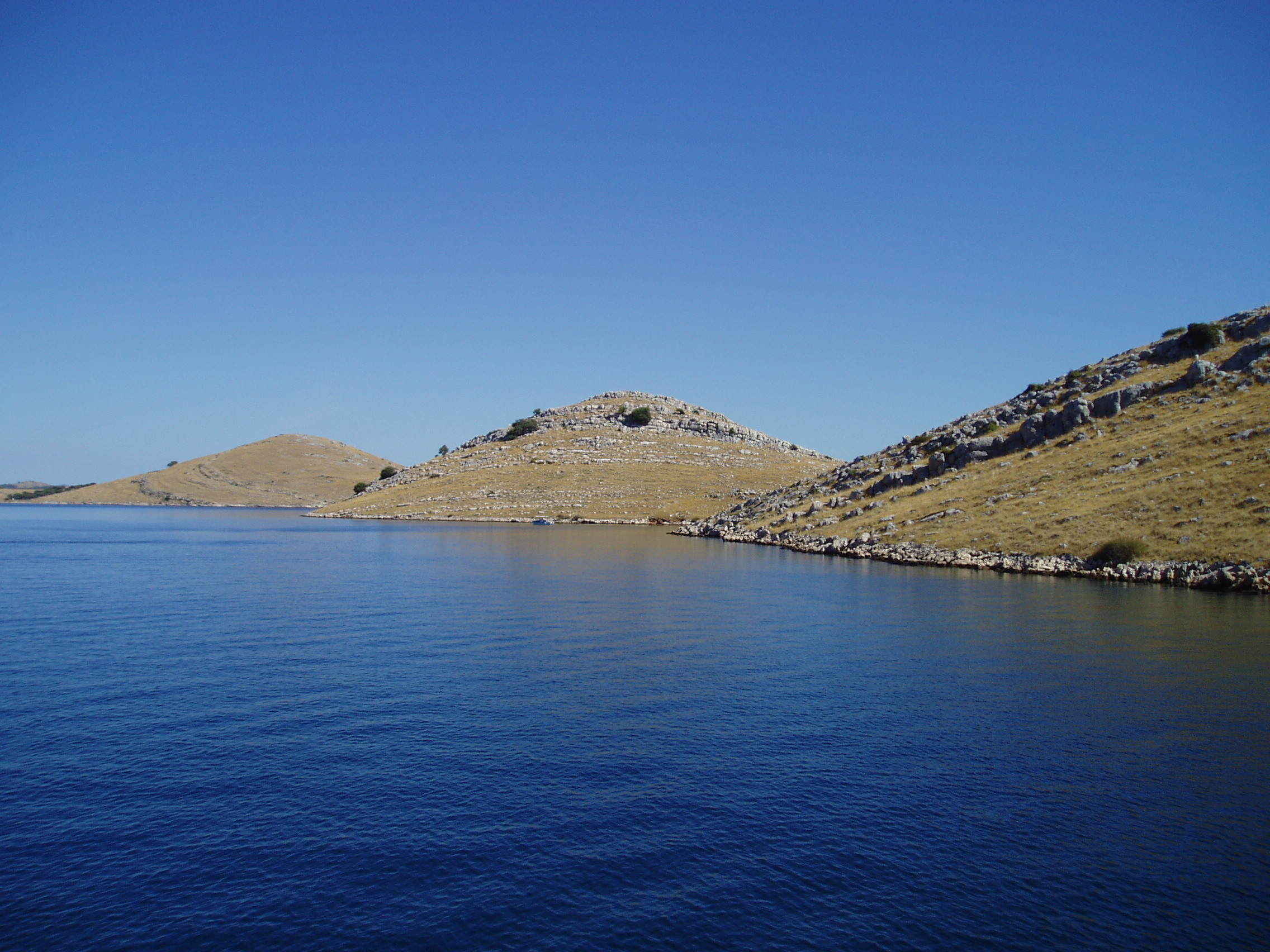
Arhipelagul Kornati.

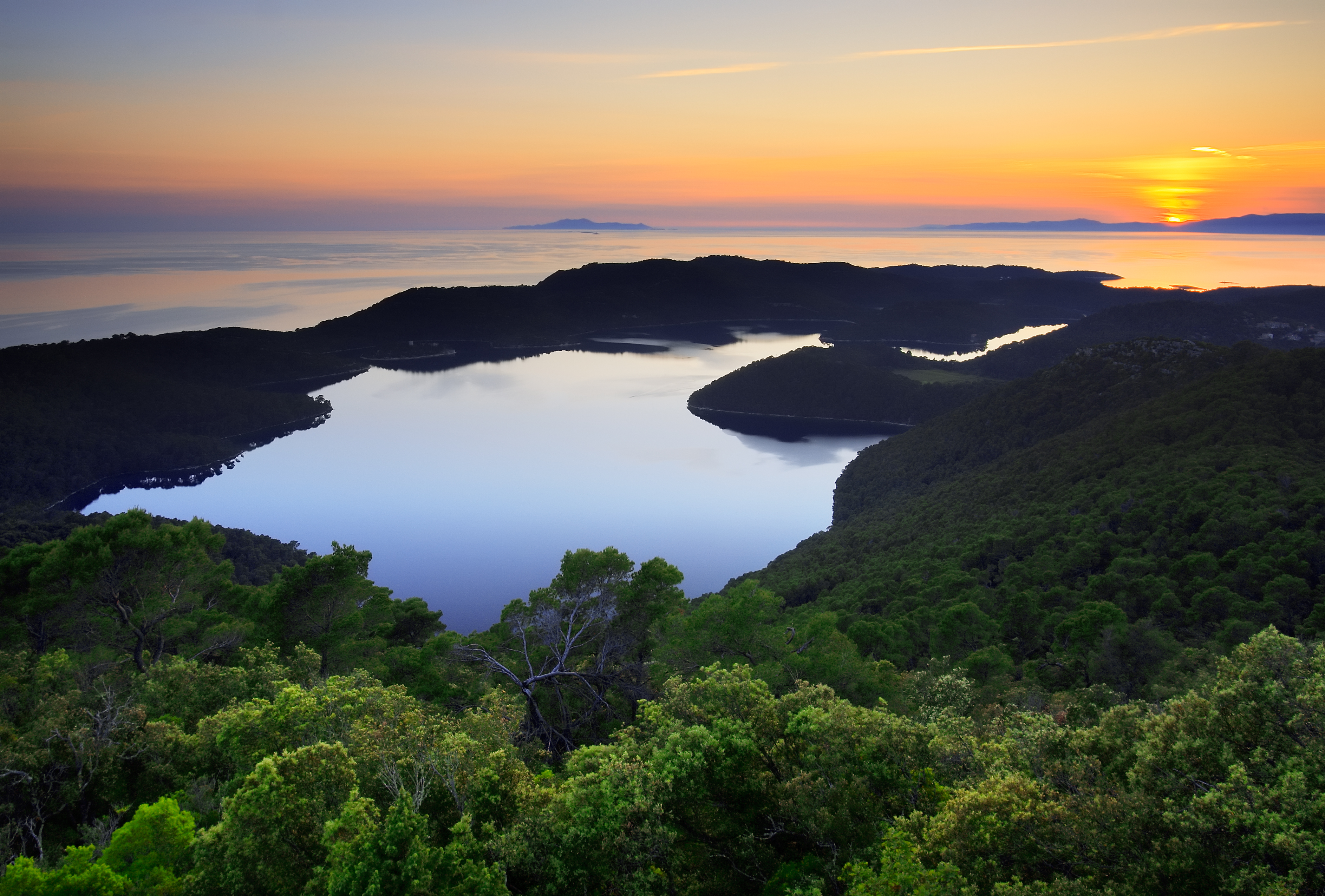
O pădure pe insula Mljet.

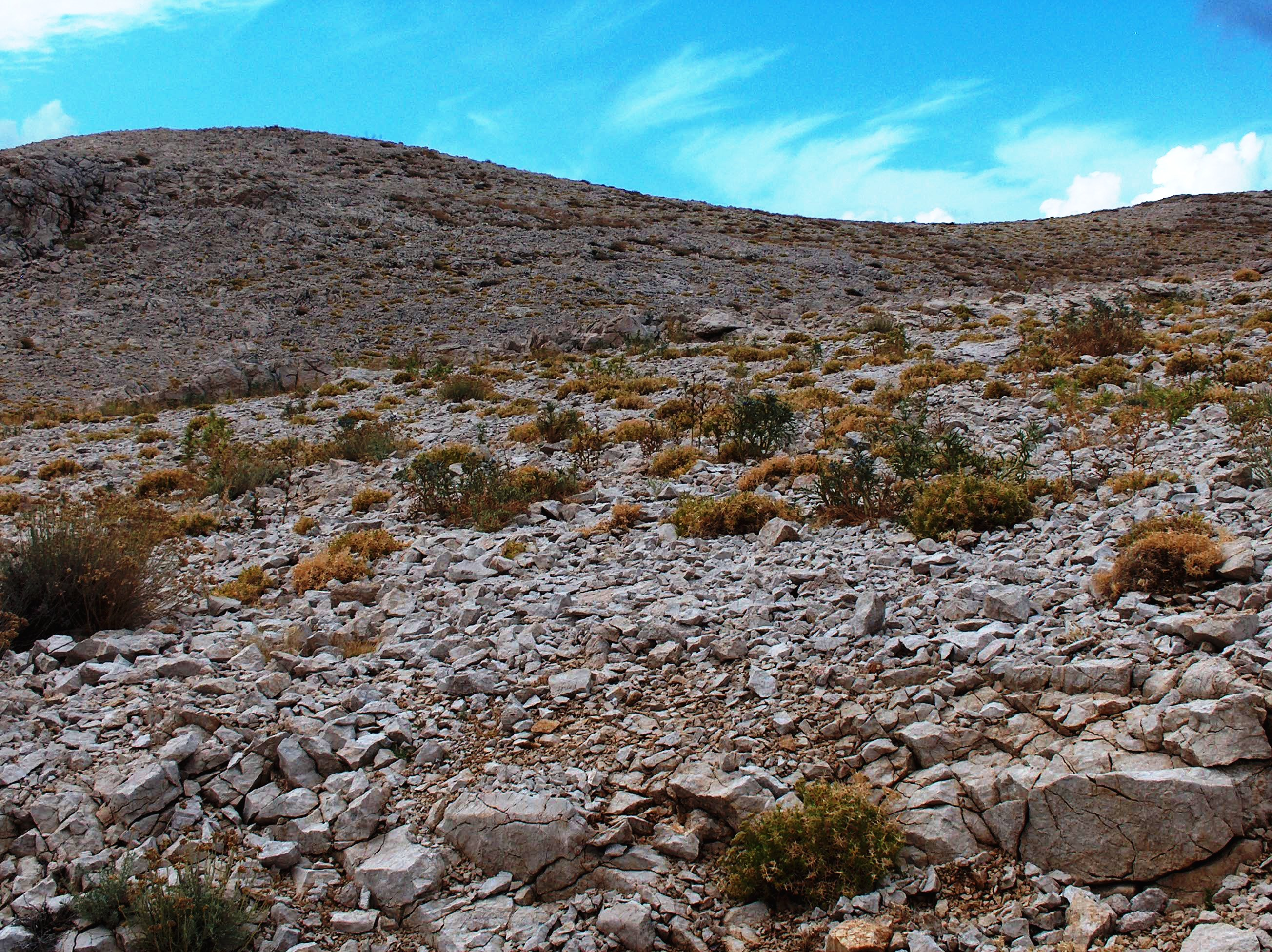
Insula Rab.

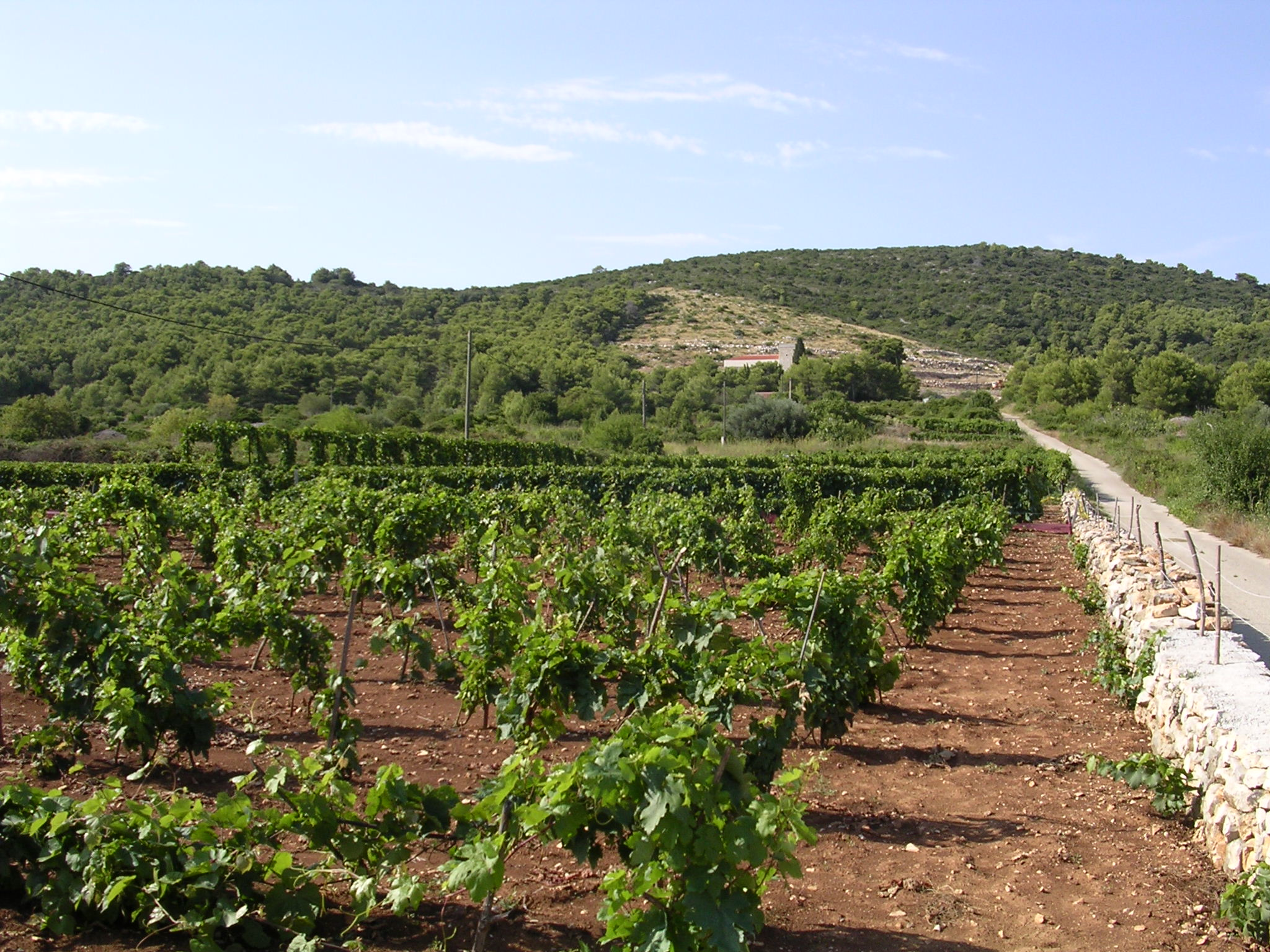
O vie pe insula Vis.

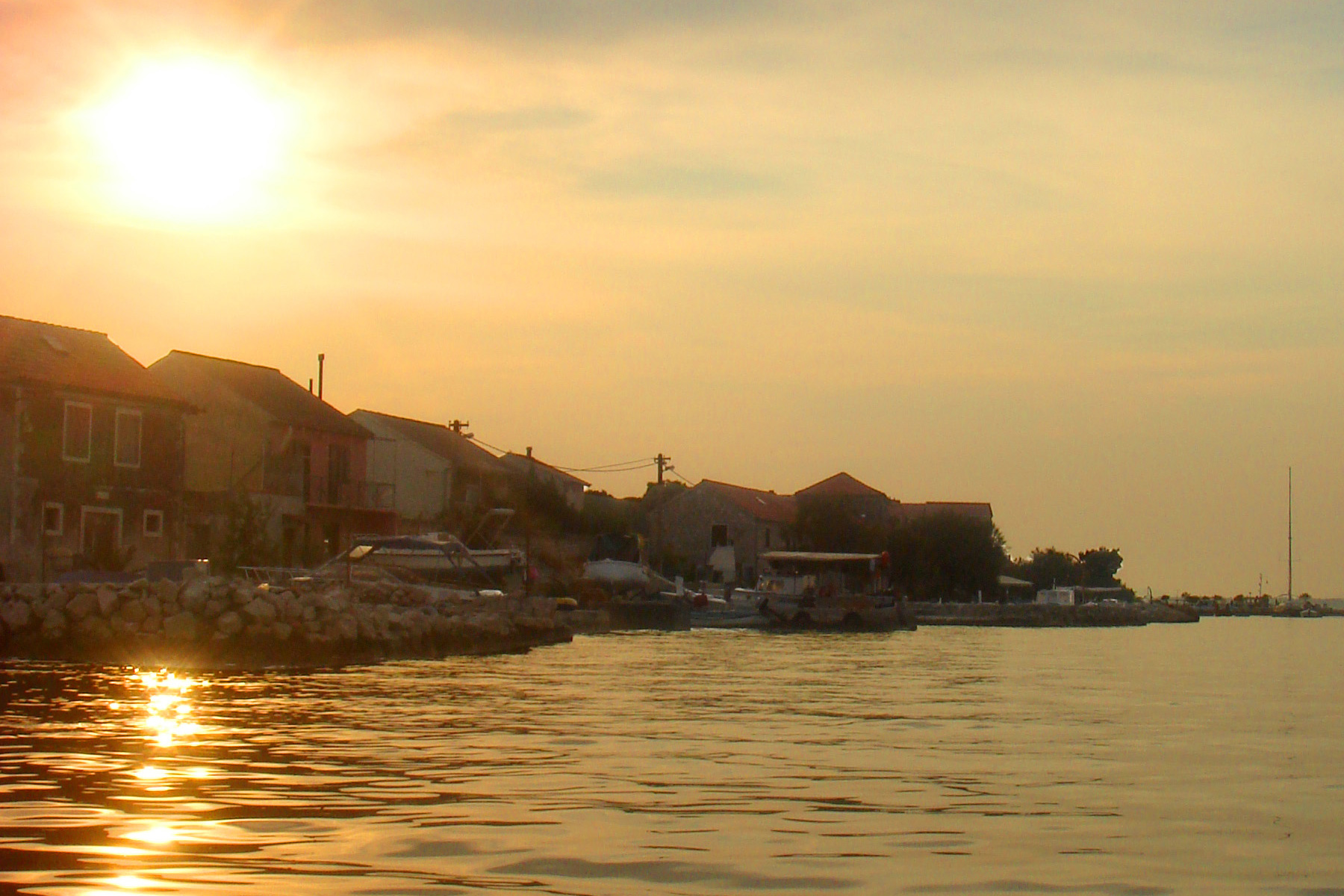
Vara pe insula Krapanj.

Legenda densităților
     0–10 loc. pe km2
     10–50 loc. pe km2
     50–100 loc. pe km2
     100–150 ploc. pe km2
     >150 loc. pe km2
| #  | Insula         | Populația | Suprafața (km2) | Altitudinea maximă (metri) | Desnitatea populației (persoane pe km2) |
| -- | -------------- | --------- | --------------- | -------------------------- | --------------------------------------- |
| 1  | Krk            | 17,860    | 405.78          | 568                        | 44.0                                    |
| 2  | Korčula        | 16,182    | 276.03          | 569                        | 58.6                                    |
| 3  | Brač           | 14,031    | 394.57          | 780                        | 35.6                                    |
| 4  | Hvar           | 11,103    | 299.66          | 628                        | 37.1                                    |
| 5  | Rab            | 9,480     | 90.84           | 410                        | 104.4                                   |
| 6  | Pag            | 8,398     | 284.56          | 349                        | 29.5                                    |
| 7  | Lošinj         | 7,771     | 74.68           | 589                        | 104.1                                   |
| 8  | Ugljan         | 6,182     | 50.21           | 286                        | 123.1                                   |
| 9  | Murter         | 5,060     | 18.60           | 125                        | 272.0                                   |
| 10 | Čiovo          | 4,455     | 28.80           | 217                        | 154.7                                   |
| 11 | Vis            | 3,617     | 90.26           | 587                        | 40.1                                    |
| 12 | Cres           | 3,184     | 405.78          | 639                        | 7.8                                     |
| 13 | Pašman         | 2,711     | 63.34           | 272                        | 42.8                                    |
| 14 | Dugi Otok      | 1,772     | 114.44          | 337                        | 15.5                                    |
| 15 | Vir            | 1,608     | 22.38           | 112                        | 71.9                                    |
| 16 | Šolta          | 1,479     | 58.98           | 236                        | 25.1                                    |
| 17 | Mljet          | 1,111     | 100.41          | 513                        | 11.1                                    |
| 18 | Lastovo        | 835       | 46.87           | 415                        | 17.8                                    |
| 19 | Iž             | 557       | 17.59           | 168                        | 31.7                                    |
| 20 | Prvić          | 453       | 2.37            | 75                         | 191.1                                   |
| 21 | Šipan          | 436       | 15.81           | 224                        | 27.6                                    |
| 22 | Koločep        | 294       | 2.4             | 125                        | 122.5                                   |
| 23 | Zlarin         | 276       | 8.19            | 169                        | 33.7                                    |
| 24 | Lopud          | 269       | 4.63            | 216                        | 58.1                                    |
| 25 | Silba          | 265       | 14.98           | 83                         | 17.7                                    |
| 26 | Vrgada         | 242       | 3.7             | 115                        | 65.4                                    |
| 27 | Krapanj        | 237       | 0.36            | 1.5                        | 658.3                                   |
| 28 | Molat          | 207       | 22.82           | 148                        | 9.1                                     |
| 29 | Ist            | 202       | 9.7             | 174                        | 20.8                                    |
| 30 | Susak          | 188       | 3.8             | 98                         | 49.5                                    |
| 31 | Drvenik Veliki | 168       | 12.07           | 178                        | 13.9                                    |
| 32 | Olib           | 147       | 26.09           | 74                         | 5.6                                     |
| 33 | Kaprije        | 143       | 6.97            | 132                        | 20.5                                    |
| 34 | Žirje          | 124       | 15.06           | 134                        | 8.2                                     |
| 35 | Ilovik         | 104       | 5.2             | 92                         | 20.0                                    |
| 36 | Rava           | 98        | 3.6             | 98                         | 27.2                                    |
| 37 | Unije          | 90        | 16.92           | 132                        | 5.3                                     |
| 38 | Premuda        | 58        | 9.25            | 88                         | 6.3                                     |
| 39 | Drvenik Mali   | 54        | 3.3             | 79                         | 16.4                                    |
| 40 | Sestrunj       | 48        | 11.1            | 185                        | 4.3                                     |
| 41 | Zverinac       | 48        | 4.2             | 111                        | 11.4                                    |
| 42 | Rivanj         | 22        | 4.4             | 112                        | 5.0                                     |
| 43 | Biševo         | 19        | 5.8             | 239                        | 3.3                                     |
| 44 | Male Srakane   | 9         | indisponibil    | 40                         | indisponibil                            |
| 45 | Vele Srakane   | 8         | 1.15            | 59                         | 5.3                                     |
| 46 | Kornat         | 7         | 32.30           | 237                        | 0.2                                     |
| 47 | Sveti Andrija  | 1         | 0.14            | indisponibil               | 7.1                                     |